# Masahiro Matsuoka
Masahiro Matsuoka (11 gennaio 1977) è un cantante e attore giapponese.

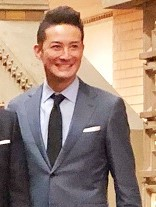
Masahiro Matsuoka nel 2018

È membro del gruppo J-pop Tokio (gruppo musicale), di cui è batterista e ballerino fin dal loro esordio nei primi anni '90. Soprannominato confidenzialmente Mabo e Maa-kun.

## Carriera
Come attore Matsuoka ha avuto parti in oltre 20 dorama. Il suo primo ruolo da protagonista era in Psychometrer Eiji, una serie drammatica del 1997. Nel 2008 è apparso nella serie comica Yasuko a Kenji, tratto dal manga comico dell'artista Aruko.
Ha inoltre interpretato Shinichi Ozaki in Gojira Final Wars ed è apparso nella serie comica Kaibutsu-kun (serie televisiva), live action tratto dall'anime conosciuto in italiano come Carletto il principe dei mostri,  interpretando Demokin.

## Riconoscimenti
Alla band di Matsuoka e a lui stesso hanno dedicato un videogioco per Xbox 360.

## Filmografia
- 1997: Psychometrer Eiji
- 1998: Amore e Pace
- 1999: Psychometrer Eiji 2
- 1999: Tengoku ni Ichiban Chikai Otoko
- 2000: Tengoku ni Ichiban Chikai Otoko 2
- 2002: Nurseman
- 2003: Musashi - serie televisiva
- 2003: Manhattan Love Story
- 2004: Nurseman ga Yuku
- 2004: Gojira Final Wars
- 2006: Yaoh
- 2007: Oishinbo
- 2007: Marathon (film 2007)
- 2008: Dieci a chi?
- 2008: Yasuko to Kenji
- 2009: Hissatsu Shigotonin
- 2010: Kaibutsu-kun (serie televisiva) - serie televisiva
- 2011: Kaibutsu-kun (film) - film
- 2011: Kokosei Restaurant

### Doppiaggio
- 1997: Hercules, Hercules
- 2003: Glass Rose, Takashi Kagetani, Kazuya Nanase